# Сейфуллінський сільський округ (Жанааркинський район)
Сейфу́ллінський сільський округ (каз. Сейфуллин ауылдық округі, рос. Сейфуллинский сельский округ) — адміністративна одиниця у складі Жанааркинського району Улитауської області Казахстану. Адміністративний центр — село Інтимак.
Населення — 620 осіб (2021; 998 у 2009, 1064 у 1999, 1492 у 1989).
Станом на 1989 рік існувала Сейфуллінська сільська рада (села Алгабас, Бестоган, Интимак, імені Кірова, Кизилагаш). 2007 року було ліквідовано село Бестоган. 2017 року село Алгабас було передано до сладу Талдибулацького сільського округу.

## Склад
До складу округу входять такі населені пункти:
| Населений пункт | Населення, осіб (1989) | Населення, осіб (1999) | Населення, осіб (2009) | Населення, осіб (2021) |
| --------------- | ---------------------- | ---------------------- | ---------------------- | ---------------------- |
| Бестоган, село  | 58                     | 40                     | -                      | -                      |
| Інтимак, село   | 1055                   | 811                    | 863                    | 589                    |
| Кизилагаш, село | 40                     | 35                     | -                      | -                      |
| Кірово, село    | 339                    | 178                    | 135                    | 31                     |